# Pinar de Chamartín (metropolitana di Madrid)
Pinar de Chamartín è una stazione delle linee 1 e 4 della metropolitana di Madrid e della linea ML1 della metropolitana leggera; è il capolinea delle tre linee.
Si trova nella zona nord della città di Madrid, all'intersezione delle vie Arturo Soria e Dalia, nel quartiere Costillares del distretto Ciudad Lineal.

## Storia e caratteristiche
La stazione fu inaugurata l'11 aprile 2007 con le due stazioni della metropolitana, mentre il 24 maggio 2007 venne aperta la stazione della metropolitana leggera..
L'apertura di questa stazione ha portato un beneficio agli abitanti della zona e ha migliorato il servizio delle due linee interurbane con capolinea nel quartiere, una diretta a Alcobendas e l’altra a San Sebastián de los Reyes. Queste due linee, a causa della scarsa domanda, vennero sostituite il 21 settembre 2011 da un’altra linea, la 158, che cerca di servire le zone servite dalle due linee precedenti.
La stazione presenta un unico acceso in Calle de Arturo Soria in prossimità del numero 330, per raggiungere il vestibolo bisogna quindi scendere due rampe di scale. Per accedere alle linee di metro bisogna scendere ulteriori scale, mentre per entrare nella linea di metro leggero bisogna salire per breve tratto di scale. La stazione ha tre tornelli: quelli che vanno alla metropolitana, quelli che vanno alla metropolitana leggere e quelli che comunicano entrambi. Sebbene il trasbordo sia gratuito, è necessario convalidare il biglietto.
La stazione è decorata con un murale in metallo di 25 x 5 metri e un’unità 477 dei vecchi tram di Madrid.

## Accessi
Ingresso Pinar de Chamartín
- Arturo Soria Calle de Arturo Soria 330
- Ascensore Calle de Arturo Soria 330

## Interscambi

### Autobus

#### Urbani
| Diurni   |                        |                                                     |
| Linea    | Destinazione           | Fermata                                             |
| 125      | Mar de Cristal         | 137: Pinar de Chamartín (Calle de Arturo Soria 329) |
| 129      | Plaza de Castilla      | 137: Pinar de Chamartín (Calle de Arturo Soria 329) |
| 150      | Sol-Sevilla            | 137: Pinar de Chamartín (Calle de Arturo Soria 329) |
| 125      | Hospital Ramón y Cajal | 138: Pinar de Chamartín (Calle de Arturo Soria 330) |
| 129      | Manoteras              | 138: Pinar de Chamartín (Calle de Arturo Soria 330) |
| 150      | Virgen del Cortijo     | 138: Pinar de Chamartín (Calle de Arturo Soria 330) |
| 29       | Manoteras              | 4646: Pinar de Chamartín (Calle Dalia 2)            |
| 29       | Felipe II              | 4647: Pinar de Chamartín (Calle Dalia 1)            |
| Notturni |                        |                                                     |
| Linea    | Direzione              | Fermata                                             |
| N1       | Cibeles                | 137: Pinar de Chamartín (Calle de Arturo Soria 329) |

#### Extraurbani
| Diurni |                                                       |                                                     |           |
| Linea  | Destinazione                                          | Fermata                                             | Operatore |
| 158    | Madrid (Pinar de Chamartín)                           | 137: Pinar de Chamartín (Calle de Arturo Soria 329) | Interbús  |
| 158    | Alcobendas - San Sebastián de los Reyes (Tempranales) | 138: Pinar de Chamartín (Calle de Arturo Soria 330) | Interbús  |

## Tram 477
Nel vestibolo della stazione è esposto il tram 477, in omaggio a tutti i vecchi tram che hanno percorso la città di Madrid tra il 1871 e il 1972. Per la precisione, è un Charleroi II costruito dalla Società Franco-Belga di La Croyère e utilizzato per la prima volta nel 1908.
Il suo peso è di 10 590 chilogrammi, è lungo 8,32 m, largo 2,04 m ed è equipaggiato con due motori elettrici MTV5 Charleroi da 48 CV di potenza. Poteva trasportare in totale 37 passeggeri, 16 dei quali nei posti a sedere.
Il 477 fu rimodellato nel 1935 e nel 1943, prestando servizio fino al 1962. Nel 1971 fu restaurato per poter partecipare negli eventi commemorativi del centenario dell'introduzione del tram a Madrid e circolò per l'ultima volta il 31 maggio 1972, giorno in cui fu dismesso il servizio tranviario nella città.
Questo mezzo è visibile in diversi film, tra cui Il dottor Živago di David Lean nel 1965 e The bikes are for the summer di Jaime Chávarri nel 1984. L'aspetto attuale dipende da un restauro effettuato nel 1995 nelle officine del CAF di Saragozza.